# Simonas Krepsta
Simonas Krepsta, född 1984, är en orienterare från Litauen. Till vardags springer han för IFK Mora. Han vann O-ringen 2006 i Hälsingland i Sverige. De främsta internationella meriterna är en sjätteplats i en världscuptävling i Aichi, Japan 2006 och två bronsmedaljer på junior-VM i Gdynia, Polen, 2004. Krepsta är rankad som nummer 30 på orienteringens världsranking 18 juli 2012.